# Phan Thị Phi Phi
Phan Thị Phi Phi (sinh ngày 27 tháng 6 năm 1937 tại Quảng Ngãi) là một giáo sư y học, tiến sĩ khoa học và nhà hoạt động xã hội về chất độc da cam người Việt Nam. Bà nguyên là Chủ nhiệm bộ môn Sinh lý bệnh - Miễn dịch học của Trường Đại học Y Hà Nội.

## Tiểu sử
Phan Thị Phi Phi sinh ngày 27 tháng 6 năm 1937 tại huyện Tư Nghĩa, tỉnh Quảng Ngãi. Bà theo học tại Trường THPT Lê Khiết (nay là THPT Chuyên Lê Khiết) tại Quảng Ngãi.
Năm 1954, khi đang là giáo viên dạy THCS ở Quảng Ngãi, bà có tên trong danh sách tập kết ra Bắc để tiếp tục học tại Đại học Sư phạm Văn Khoa (nay là Đại học Sư phạm Hà Nội). Nhưng khi ra đến Hà Nội, trường đã tuyển đủ sinh viên. Thấy trường Trường Đại học Y Hà Nội còn chỉ tiêu, bà đăng ký và được nhận vào học. Bà đạt thành tích tốt trong học tập và là 1 trong 7 sinh viên được giữ lại trường công tác.

## Quá trình công tác
Năm 1966, bà cùng một số thầy cô của Trường Đại học Y Hà Nội được cử đi với nhiệm vụ xây dựng Trường Y khu V. Năm 1969, bà được tổ chức phân công làm quản lý Bệnh viện 1 khu V. Trong những năm tháng ở chiến trường Quảng Nam - Đà Nẵng, bà đã bị di chứng của chiến tranh và trở thành nạn nhân chất độc da cam, khiến bà không thể sinh con.
Năm 1972, bà Phi rời chiến trường ra Bắc tiếp tục công việc giảng dạy ở Trường Đại học Y Hà Nội về bộ môn Sinh lý bệnh - Miễn dịch học.
Tháng 2 năm 2005, bà đại diện cho Hội Nạn nhân chất độc da cam Việt Nam sang New York để tham dự phiên tranh tụng đầu tiên trong vụ kiện của nạn nhân chất độc màu da cam chống chống các công ty hoá chất Monsanto, Dow Chemical và Hercules Incorporated tại Hoa Kỳ. Trong thời gian này, bà cũng tham dự các hoạt động diễn thuyết và gây quỹ của Tổ chức Cứu trợ và Hòa giải tại Boston và Washington DC. VnExpress dẫn nguồn AFP cho biết vụ kiện giành được sự ủng hộ rộng rãi, với 11,5 triệu người ký vào đơn kiện. Tuy nhiên, vào tháng 3 năm 2005, thẩm phán Jack Weinstein ra phán quyết nêu rõ "không có cơ sở pháp lý cho tuyên bố của bên nguyên đơn rằng các công ty hoá chất đã gây tội ác chống loài người vì sản xuất chất độc da cam."
Bà Phan Thị Phi Phi được trao tặng nhiều giải thưởng cao quý nhưː Nhà giáo Ưu tú, Huân chương Kháng chiến hạng Nhì, Huân chương Quyết thắng hạng Nhì, Huy chương Giải phóng hạng Nhất, Huy chương Vì sức khỏe nhân dân.